# Associació Projecte dels Noms
Associació Projecte dels Noms és una ONG creada el 1993 i formada per persones que viuen amb VIH/sida. Promou la sensibilització i conscienciació ciutadana sobre la malaltia de la sida i treballa en la defensa de les persones afectades per aquesta pandèmia. Organitza anualment participa en el Dia Mundial de la Sida, amb activitats com l'exhibició del Tapís Memorial, confeccionat per familiars i amics de persones mortes per aquesta malaltia.
Ha impulsat la creació del primer Memorial Permanent de la Sida a Europa —situat al Jardí d'Aclimatació de Montjuïc i inaugurat el 2003— i cada 20 d'octubre organitza el Dia de la Prova del VIH, amb l'objectiu de fomentar el diagnòstic precoç de la infecció. Facilita informació i educació sobre els tractaments a les persones afectades i organitza sessions grupals per a persones seropositives impartides per altres persones que viuen també amb el VIH o la sida. A més, realitza de manera gratuïta, anònima i confidencial la prova del VIH i té un programa d'atenció i seguiment a persones amb difi cultats per modifi car i/o reduir les seves pràctiques sexuals de risc.
L'associació comparteix seu amb altres ONG especialitzades en la sida, com ara ATOS (Associació per al Trasplantament d'Òrgans a Seropositius) i Joves Positius (Associació de Joves amb VIH/Sida), ambdues membres de l'agrupació Hispanosida. D'altra banda, gràcies a Projecte dels NOMS, l'abril de 2006 s'inaugurarà a Barcelona el primer centre comunitari de l'Estat espanyol dedicat a l'atenció de la sexualitat i la salut dels homes homosexuals, tot i que d'acord amb l'esperit integrador que sempre ha caracteritzat a Projecte dels NOMS, hi podrà rebre atenció tothom que ho desitgi, independentment de la seva orientació sexual. El 2005 va rebre la Medalla d'Honor de Barcelona.
El Govern de la Generalitat de Catalunya li va concedir la Creu de Sant Jordi l'11 d'abril de 2017.